# British thermal unit
British thermal unit (BTU o Btu) è un'unità di misura dell'energia, usata negli Stati Uniti e nel Regno Unito (dove è generalmente usata nei sistemi di riscaldamento). Rappresenta la quantità di calore per innalzare di 1 °F la temperatura di una libbra d'acqua, in determinate condizioni iniziali (cfr. paragrafo definizioni). 
Le BTU sono solitamente utilizzate nella definizione del potere calorifico dei combustibili come anche del potere refrigerante dei sistemi di condizionamento degli ambienti. La corrispondente unità di misura utilizzata nel Sistema Internazionale è, invece, il joule (J). 

## Definizioni
Esistono diversi tipi di definizioni tecniche della BTU, principalmente dipendenti dall'applicazione della definizione data a differenti temperature iniziali dell'acqua o a diverse densità della stessa, che rendono leggermente variabile il corrispondente valore in joule; esistono - cioè - diverse tipologie di BTU:
- BTUTH, il btu termochimico pari a 1054,3503 J, definito inizialmente come 1/180 del calore necessario a portare 1 lb di acqua dal punto di congelamento a quello di ebollizione, ridefinita in seguito in funzione della caloria termochimica.[1]
- BTUIT, il btu internazionale definito 1055,055 852 62 J in funzione della caloria internazionale come definita dalla conferenza International Steam Table.[2]
- BTUISO, definito dalla norma ISO 31-4 "Quantities and units—Part 4: Heat" come 1055,06 J, ossia un valore arrotondato della BtuIT.
- BTU39, la quantità di calore richiesta per alzare la temperatura di 1 lb (= 453,59237 g) di acqua da 39 °F a 40 °F (da 3,8 °C a 4,4 °C), pari a circa 1059,67 J.[1][3][4]

## Conversioni
Approssimativamente valgono le seguenti equivalenze:
- 1 BTU = 252 cal
- 1 BTU = 1,055056 kJ

## Unità associate
- il BTU all'ora (BTU/h) è l'unità di potenza associata alla BTU:
  - 1 cavallo vapore è approssimativamente pari a 2540 BTU/h
  - 1 watt è approssimativamente pari a 3,412 BTU/h
  - 1000 BTU/h sono quindi approssimativamente pari a 293 W
  - 1 frigoria/h = 3,97 BTU/h
- il quad definito come 1015 BTU, ossia circa 1,055×1018 joule
- il therm definito, dagli Stati Uniti e dall'Unione europea, come 100.000 BTU (da notare, però, che la tipologia di BTU è diversa da un caso all'altro).